# Johannes Bürk

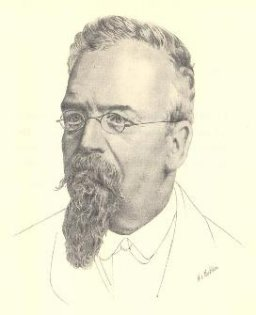
Johannes Bürk (1819–1872)

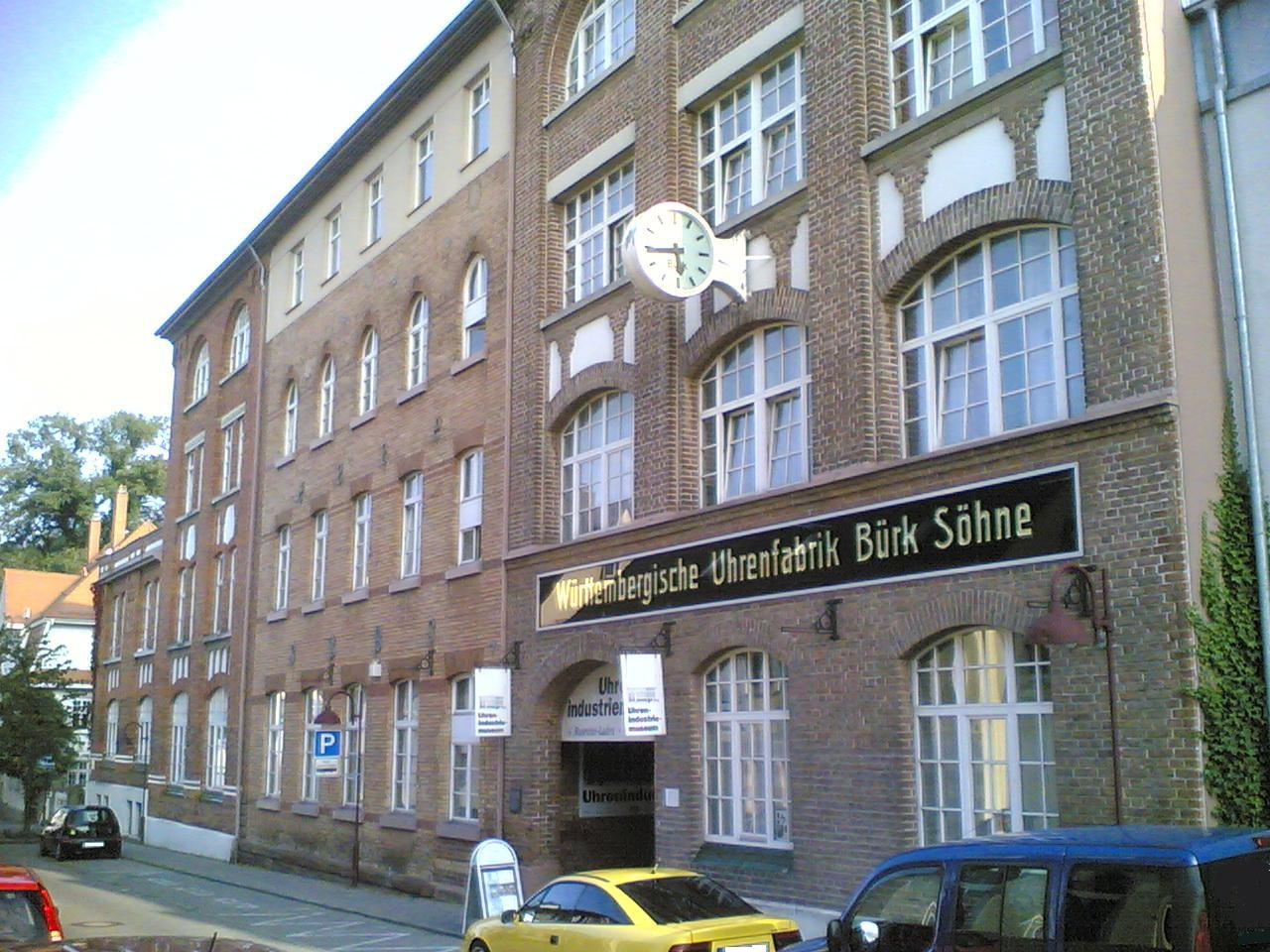
Ehemaliges Fabrikgebäude, heute Uhrenindustriemuseum

Johannes Bürk (* 3. Juli 1819 in Schwenningen am Neckar; † 29. November 1872 ebenda) war ein deutscher Erfinder, Unternehmer und Politiker.

## Leben
Johannes Bürk war ein Sohn des Schwenninger Schusters Jakob Bürk (1790–1864) und dessen Frau Anna Oefinger (1796–1836).
Johannes Bürk wuchs in ärmlichen Verhältnissen auf. Nachdem er sich in der Schreibkunst hatte ausbilden lassen, beschäftigte er sich mit der Herausgabe von Studien, unternahm Reisen, um seinen Erfahrungshorizont zu erweitern, und unterhielt ein „Commissions-Büro“. Von hier aus gab er 1854 die Schrift „Gemeinfaßliche Anleitung zur Erzeugung und Bereitung des Leins und Hanfs“ heraus. Zwei Jahre später erschien seine Publikation „Anweisung zur Ausmessung stehender und liegender Bäume mittels neuer Meß-Instrumente“.
Seit 1848 war er mit Katharina geb. Weiler (1822–1885) verheiratet. Er war evangelischen Glaubens und hatte elf Kinder, von denen drei im Kindesalter verstarben. Der Sohn Richard Bürk übernahm nach dem Tod des Vaters 1872 die technische Leitung der bisher vom Vater geführten Uhrenfabrik.

## Württembergische Uhrenfabrik

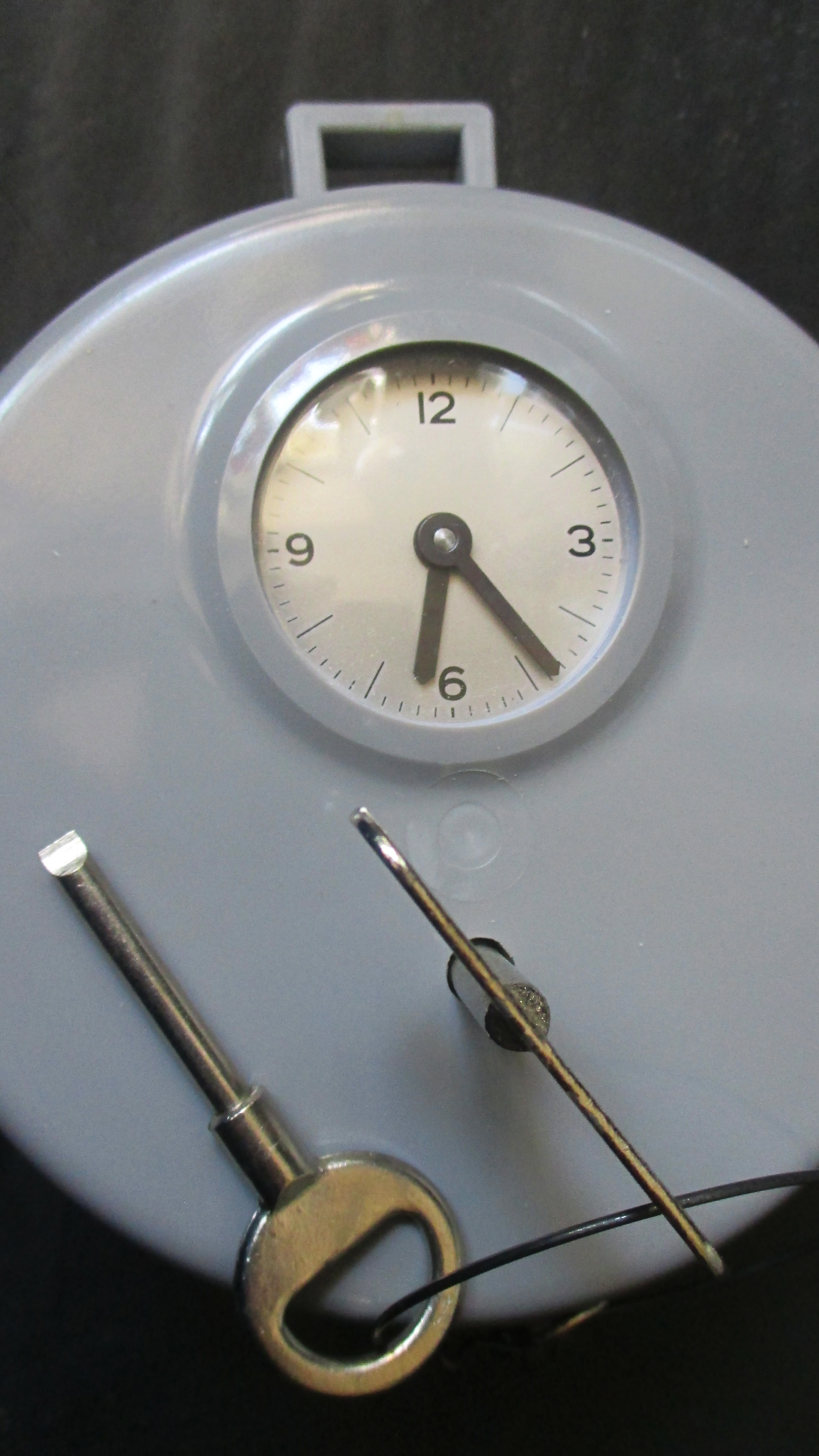
Wächteruhr - Württembergische Uhrenfabrik Bürk mit mechanischem Werk - um 1980

Durch die intensive Beschäftigung mit der Technologie der Uhrenherstellung erfand Johannes Bürk 1849 eine tragbare Nachtwächteruhr, mit der die Anwesenheit der Wächter zu bestimmten Zeiten dokumentiert und somit auch überwacht werden konnte. Diese Uhren wurden ab 1855 produziert. In den Jahren 1860 bis 1861 gründete er mit Unterstützung der Zentralstelle für Gewerbe und Handel seiner Region eine eigene Uhrenfabrik zur Herstellung der Kontrolluhren, aber auch anderen Uhrenteilen. Durch eine konsequente Arbeitsteilung und maschinelle Herstellungsweise nach dem Vorbild der französischen und schweizerischen Uhrenfabriken revolutionierte er die im deutschen Raum bisher übliche rein handwerkliche Fertigung. Zugleich diente diese Fabrik auch als allgemeine Lehrwerkstatt. Die Kontrolluhren waren bis 1996 in der Produktion.
Bereits 1854 meldete Bürk sich mit „mathematischen Geräten zur Weltausstellung in Paris an“.
Auch in dieser Zeit dokumentierte er im Bereich der Uhrenherstellung die gesammelten Erfahrungen und auf seinen Reisen gewonnenen Eindrücke in dem 1857 erschienenen Artikel „Die Uhrenfabrikation von Schwenningen“, der im Württembergischen Gewerbeblatt erschien und in dem Buch „Über die amerikanische Uhrenfabrikation“ von 1861 erwähnt wurde.

## Gesellschaftliches Wirken
Bürk war Mitbegründer des Turngemeinde 1859 Schwenningen e. V. Die Gründung von Turnvereinen war von 1819 bis 1842 Zeit verboten, weil sie als „liberale Zentren“ mit möglichen aufrührerischen Umtrieben in Verbindung gebracht wurden.
Bürk setzte sich erfolgreich dafür ein, dass die 1869 eröffnete Bahnstrecke Rottweil–Villingen über Schwenningen geführt wurde. Der ursprüngliche Plan sah eine Trassenführung weiter nördlich, über Niedereschach, vor.
Johannes Bürk war gewähltes Mitglied der ersten Handels- und Gewerbekammer Rottweil  1866.

## Politische Ämter
Nach seiner Ausbildung war Johannes Bürk zunächst „Schreibereiinzipient“ und „Ratsschreiber in Schwenningen“. In diesem Amt war er auch für die Kontrolle der städtischen Nachtwächter zuständig, die ihn zur Erfindung der Kontrolluhr bewegte.
Bereits 1848 nahm er häufig an Sitzungen der Frankfurter Nationalversammlung als Zuhörer teil. 1868 wurde er zum Abgeordneten des württembergischen Landtags gewählt. Er war gegen den Beitritt Württembergs zum Deutschen Bund. Dieses Mandat hatte er bis 1870 inne.